# Stomias gracilis
Stomias gracilis är en fiskart som beskrevs av Garman, 1899. Stomias gracilis ingår i släktet Stomias och familjen Stomiidae. Inga underarter finns listade i Catalogue of Life.